# Tradescantia gigantea
Tradescantia gigantea là một loài thực vật có hoa trong họ Commelinaceae. Loài này được Rose miêu tả khoa học đầu tiên năm 1899.